# Census-designated place

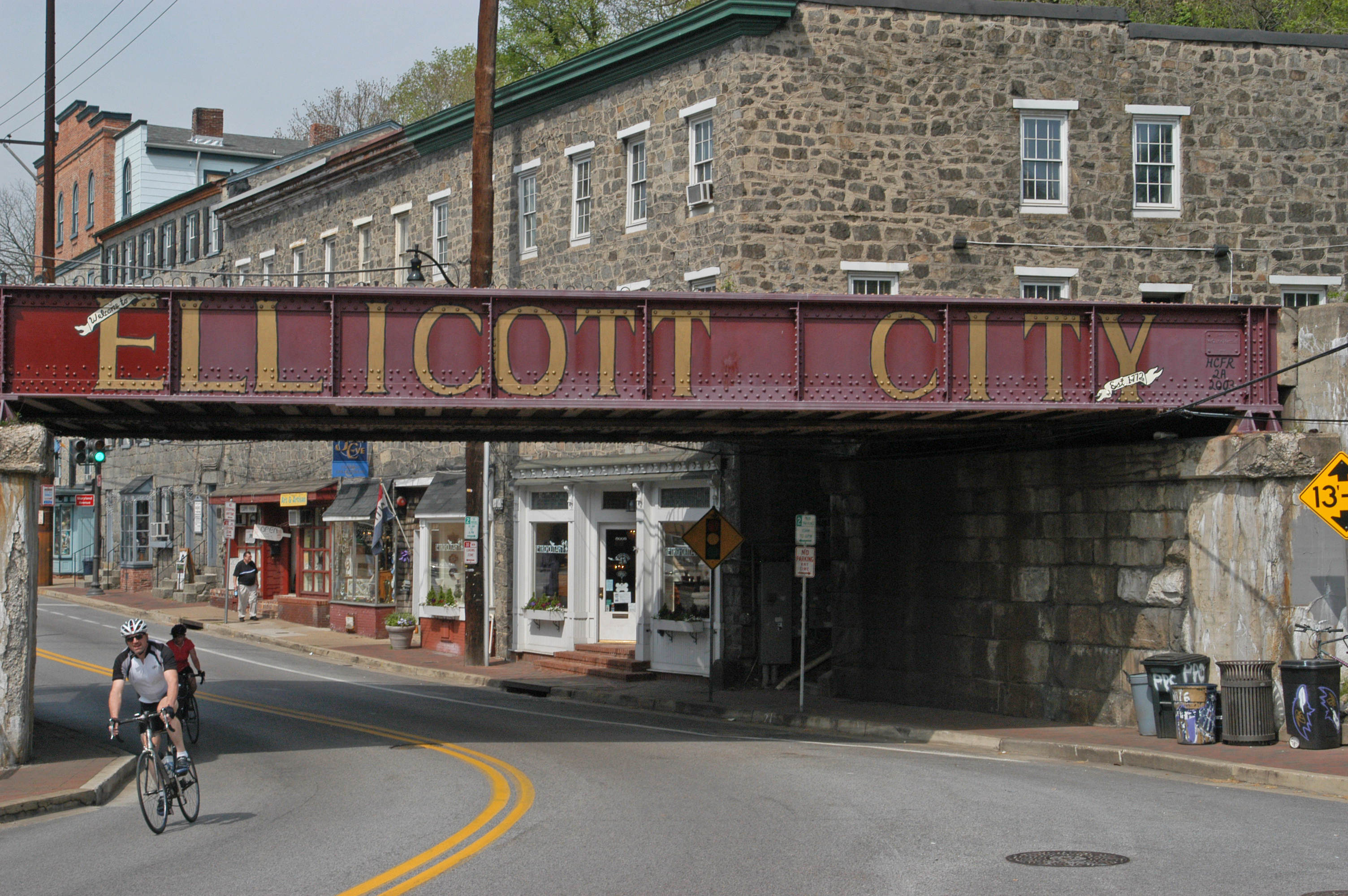
Ellicott City (nel Maryland): nonostante il nome, i suoi circa 55000 abitanti e il fatto di essere capoluogo della contea di Howard, è un census-designated place.

Un census-designated place, in sigla CDP (lett. "area  designata per il censimento"), è una località abitata definita dall'Ufficio del censimento degli Stati Uniti d'America per motivi puramente statistici. I CDP sono aree non incorporate (unincorporated place) usate in ogni censimento decennale sin dal 1980 come le controparti delle aree incorporate (incorporated place ICP), come le città (city e town) e i villaggi (village) autonomi, con lo scopo di raccogliere e correlare dati statistici.
I CDP sono aree popolate che comprendono generalmente una comunità ufficialmente indicata ma non incorporata, dal quale il CDP prende il nome, più la campagna abitata circostante di dimensioni variabili e, occasionalmente, altre comunità non incorporate. I CDP comprendono piccole comunità rurali, edge city (periferie di grandi città), colonie (sobborghi a basso reddito) sul confine con il Messico, nonché villaggi turistici e comunità di pensionamento (retirement community) e loro dintorni.

## Descrizione
Negli Stati Uniti, le aree non incorporate (unincorporated place), ovvero le località non inglobate in alcuna municipalità (in contrapposizione agli incorporated place), sono all'ultimo livello della suddivisione territoriale ma, a parte qualche eccezione, sono soggetti direttamente all'amministrazione della contea della quale fanno parte. Dunque sottostanno al livello amministrativo provinciale e non a quello comunale anche se, negli Stati che le prevedono, possono essere sottoposti ad una township. Località con queste caratteristiche sono presenti nei censimenti degli Stati Uniti d'America sin dal 1850 ma è dal 1980 che è stata adottata la denominazione attuale, mentre dal 2000 è stato eliminato il limite inferiore di abitanti necessario perché potessero essere censiti.
Nel censimento del 2000 è risultato che 35 000 000 di statunitensi vivono in località catalogate come census-designated place. È un dato che dà un'idea dell'importanza di questi centri, per lo più molto piccoli, ma che raggiungono anche dimensioni rilevanti.
Benché i CDP non abbiano confini ben fissati e la loro designazione, non solo in termini territoriali, possa cambiare da un censimento al successivo, una volta definiti sono categorizzati per fini statistici allo stesso livello degli incorporated place. Nel New England però, dove il territorio delle contee è interamente ripartito in township che rappresentano in pratica i vari comuni delle stesse (un po' come avviene per i comuni italiani rispetto alle province), i CDP rappresentano nei fatti entità subcomunali (un po' come le frazioni italiane). Una situazione simile si ha in stati che hanno forme di amministrazione locale che come le town del New England coprono aree che definiscono una porzione del territorio della contea, slegandosi dal concetto di "centro urbano" tipico delle city o village. È il caso delle town dello Stato di New York e delle township del New Jersey, della Pennsylvania e del Michigan.
Il censimento del 2010 contiene dati riguardanti i confini dei CDP molto più accurati, anche grazie ad un programma specifico attivato nel 2008, il Participant Statistical Areas Program (PSAP), con il quale l'USCB ha invitato amministrazioni di tutti i livelli a fornire, anche con il coinvolgimento di privati, le correzioni ed integrazioni che ritenevano opportune.

## Criteri di definizione
Ferme restando le peculiarità proprie appena definite, lo USCB elenca altre tipologie, criteri e caratteristiche utili per definire i CDP; tra queste:
- Cittadine che hanno visto decadere il proprio status, come il caso di Covedale, nell'Ohio, un tempo village, in seguito in parte annessa alla città di Cincinnati, in parte rimastane fuori (questa parte è la CDP).
- Grandi basi militari o parti di queste, poste al di fuori di centri abitati, come Fort Knox, nel Kentucky.
- Aree urbanizzate prossime ad un comune, ma al di fuori dei suoi confini, come Greater Upper Marlboro, nel Maryland.
- Unione di due nuclei urbani contigui, come nel caso di Egypt Lake-Leto, in Florida.

Nelle indicazioni fornite per la redazione del censimento del 2010 si è specificato che i CDP saranno considerati tutti come singole entità, a meno che l'unione tra due o più di essi risulti non solo da una difficile definizione dei confini, ma anche dall'aver verificato che sia comunemente riconosciuta come un'unica località.
- In alcuni casi, negli stati nei quali è stata attivata la suddivisione delle contee in minor civil divisions (MCD), le sedi comunali sono designate come incorporated places mentre il resto del territorio è calcolato come CDP. È il caso della township di West Bloomfield, nel Michigan (classificata come località da una parte e come suddivisione di contea nell'altra). Dal 2010 si cercherà di eliminare il più possibile la ridondanza dei dati, mentre in merito alla possibilità di definire regole comuni a tutti gli stati nella definizione di alcuni tipi di località, dagli stati stessi sono arrivate obiezioni che hanno posto un freno alle intenzioni unificatrici dell'ente federale.
- Nelle Hawaii non ci sono incorporated places. Tutte le località presenti nell'arcipelago sono dei CDP. Dunque anche la capitale Honolulu, formalmente, è un CDP la cui amministrazione è assegnata alla Contea di Honolulu (che comprende l'intera isola di Oahu) secondo la forma della cosiddetta consolidated city-county.